# Verlag Klemm & Oelschläger
Klemm & Oelschläger ist ein deutscher Sachbuchverlag mit Sitz in Münster und Ulm.

## Geschichte
Der Verlag Klemm + Oelschläger wurde 1991 von Ulrich Klemm und Thomas Oelschläger in Münster gegründet und 1993 um den Verlagsstandort Ulm erweitert. Die Geschäftsführung des Verlags befindet sich in Münster.
Standen in den ersten Jahren der Verlagsarbeit philosophische und pädagogische Publikationen im Vordergrund, kamen in den Folgejahren sukzessive die Themenbereiche Sozialgeschichte und Medizingeschichte hinzu. Darüber hinaus wurde der Bereich lokal- und regionalgeschichtlicher Veröffentlichungen zu einem Verlagsschwerpunkt ausgebaut.

## Verlagsprogramm
Stand 2010 dominieren verschiedene Sachbücher zu regionalen Themenbereichen, hier insbesondere der Region Baden-Württemberg / Bayern sowie dem (internationalen) Donauraum und zu (medizin-)historischen Themen mit dem Schwerpunkt Nationalsozialismus / „Euthanasie“ das Verlagsprogramm. In jüngster Zeit sind die Sparten Kinderbuch sowie English books hinzugekommen. Das „Handlexikon zur Montessori-Pädagogik“ wird in der Ausbildung von Montessori-Pädagogen verwendet.
Im Einzelnen umfasst das Programm von Klemm + Oelschläger aktuell folgende Segmente:
1. Regionalliteratur Süddeutschland und Donauraum
2. Medizingeschichte
3. Gesundheits- und Sozialpolitik in der Zeit des Nationalsozialismus
4. weitere Sachbücher (hierzu zählen Publikationen zur Mädchenarbeit, familien- und sozialpolitischen Fragestellungen oder zum Rechtsradikalismus ebenso wie Rad-, Lauf- und Wanderführer)
5. (Auto-)Biografien
6. Essen & Trinken
7. Kinderbücher
8. English books

Kooperationen (und daraus entstandene Publikationen bzw. Publikationsreihen) pflegt der Verlag mit dem Stadtarchiv Ulm, der KZ-Gedenkstätte / Dokumentationszentrum Oberer Kuhberg (DZOK) Ulm, dem (internationalen) „Arbeitskreis zur Erforschung der nationalsozialistischen ´Euthanasie´ und Zwangssterilisation“ sowie dem Institut für Geschichte, Theorie und Ethik der Medizin der Universität Ulm.
Darüber hinaus finden sich im Verlagsprogramm u. a. eine Reihe Veröffentlichungen aus dem Bereich des Senckenbergischen Instituts für Geschichte und Ethik der Medizin, Klinikum der Goethe-Universität Frankfurt am Main, sowie der Europäischen Donau-Akademie.
Seit 2010 führt der Verlag zudem zwei Editionen in seinem Buchprogramm:
- edition Der Strom
- edition SÜDWEST PRESSE